# Cantone di Accous
Il Cantone di Accous era una divisione amministrativa dell'arrondissement di Oloron-Sainte-Marie.
È stato soppresso a seguito della riforma complessiva dei cantoni del 2014, che è entrata in vigore con le elezioni dipartimentali del 2015.
Comprendeva i comuni di:
- Accous
- Aydius
- Bedous
- Borce
- Cette-Eygun
- Escot
- Etsaut
- Lées-Athas
- Lescun
- Lourdios-Ichère
- Osse-en-Aspe
- Sarrance
- Urdos